# Хай-стрит (линия Восьмой авеню, Ай-эн-ди)
|   |   |   |   |
| · | · | · | · |

|   |   |   |   |
| · | · | · | · |

«Хай-стрит» (англ. High Street) — станция Нью-Йоркского метрополитена, расположенная на линии Восьмой авеню, Ай-эн-ди. Станция находится в Бруклине, в районе Бруклин-Хайтс, на Хай-стрит, к западу от Кадман-Плаза-Ист. На станции останавливаются маршруты A (круглосуточно) и C (круглосуточно, кроме ночи).
Станция была открыта 24 июня 1933 года в ходе продления IND Eighth Avenue Line в Бруклин, под Ист-Ривер. Имеет одну островную платформу, расположенную на двухпутном участке линии. Два выхода расположены с обоих концов платформ. Южный выход ведёт к Кадман-Плаза, в Бруклин-Хайтс. Северный выход приводит к Адамс-стрит, рядом располагается центральный суд Федерального округа Восточного Нью-Йорка.
Так как станция расположена на большой глубине (20 м), то доступ к ней обеспечивают эскалаторы, а не обычные лестницы. Лифтами не снабжена. Тоннели имеют круглую форму. Станция была открыта уже на действующей линии, открытой на 4 месяца раньше. Открытие было отложено из-за неготовности эскалаторов.